# Luis Huidobro Laplana

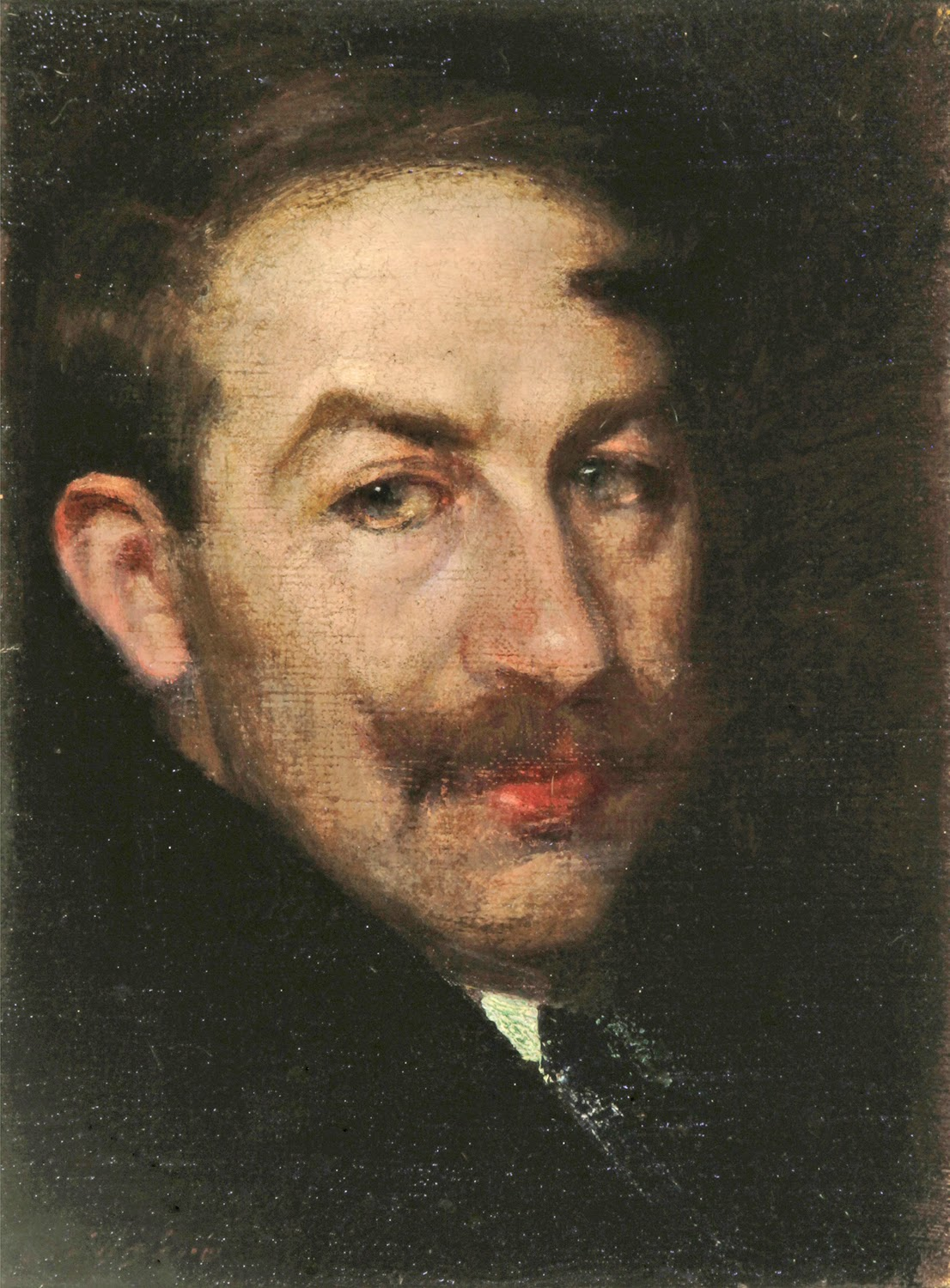
Autorretrato.

Luis Huidobro Laplana (Madrid, 1870-1936) fue un pintor y escultor español.
Con una formación autodidacta y un lenguaje formal realista, se especializó en paisajes y escenas de género en pequeño formato al pastel o al óleo, aunque entre sus obras más estimadas se encuentran algunos retratos familiares. Participó en numerosas Exposiciones Nacionales de Bellas Artes y de Artes Decorativas, siendo distinguido en las de 1904 y 1906 con mención honorífica y con medalla en las de 1910 y 1912, en esta por el óleo titulado Mi madrina adquirido por el Estado con destino al Museo de Arte Moderno (Museo del Prado, en depósito en el Museo de Huelva). Otro conocido retrato familiar, Caperucita roja, por la muñeca que lleva la hija del pintor, destaca por el singular contraste que establece entre el rojo intenso de la pequeña muñeca y las oscuras ropas de madre e hija (colección privada de Onteniente).
En la fracasada Exposición Nacional de Bellas Artes de 1917, descrita por Juan de la Encina como la «gran feria oficial de la mediocridad artística», presentó La fiadora, cuadro «de esos que llaman de asunto castizo», expuesto en la sala VIII, en la que otro crítico, Antonio Ballesteros, solo encontraba «espíritus muertos» con la mirada puesta en los pintores de finales del siglo XIX, «reproducidos con un rastacuerismo tal, que, más que indignación, mueve a lástima». Mejor fortuna crítica tuvieron la Madrileña, presentada en la Exposición de 1920, un desnudo femenino de espaldas, descrito por Ángel Vegue como una nueva maja o Venus de Madrid indolentemente sensual, y el retrato de su hija, presentado en la Exposición de 1926, «lisa y llanamente de lo mejor que hay en la exposición», para uno de sus críticos.

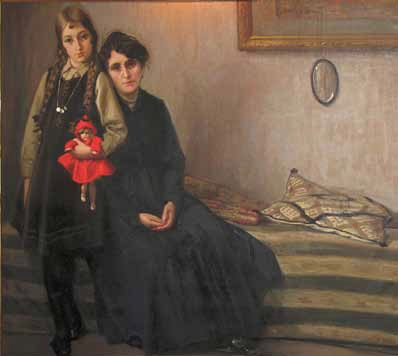
Caperucita Roja, óleo sobre lienzo, 136 x 136 cm, colección privada

En 1932, cuando el ministro de Instrucción Pública y Bellas Artes Fernando de los Ríos, a instancias del crítico de arte Manuel Abril y la Sociedad de Artistas Ibéricos modificó el procedimiento de elección de los jurados de las exposiciones nacionales, Luis Huidobro escribió un artículo en la Gaceta de Bellas Artes, órgano de la mayoritaria Asociación de Pintores y Escultores, en el que denunciaba:

lo que se persigue no es cuestión de tendencias, sin importancia más que para los artistas; es derribar de un manotazo, hábil o violento, la base sobre la cual se sustenta desde los comienzos del mundo el arte de los pueblos. La época actual, empachada de intelectualismo, neurótica, agotada, acoge con simpatía todo lo que le divierte, sin percatarse de que el juego acaba siendo su verdugo... todos, Prensa, Academias, Gobiernos, sabios, torpes y listos, están ayudando a hinchar el perro utópico de la extravagancia por no parecer tontos o por no desentonar...

Si se me permite un consejo, yo creo que lo razonable para el porvenir sería no volver a celebrar Exposiciones ni concursos; cerrar la Academia y la Escuela de San Fernando... a fin de cuentas, a nuestro señor Todo el Mundo, flamante tirano de la vida actual, me parece que le importa lo mismo...

Su animadversión a todo lo que representaban la Sociedad de Artistas Ibéricos y las corrientes artísticas amparadas, supuestamente en nombre del Gobierno de la república, por Juan de la Encina, director del Museo de Arte Moderno, se pondrá de manifiesto en «El arte y el Estado. Por el prestigio de la estética», artículo publicado el 19 de enero de 1933 en El Imparcial, donde declaraba:

Automáticamente al advenimiento de la República, el Arte se hizo político. Y ya no hubo arte bueno y malo, sino cavernícola y avanzado... Y era arte avanzado, arte de la República, el que conocemos con el nombre de arte de vanguardia. 

Hay desde hace poco un dicho entre los artistas: 

–De la encina vendrá lo que bueno te hará.

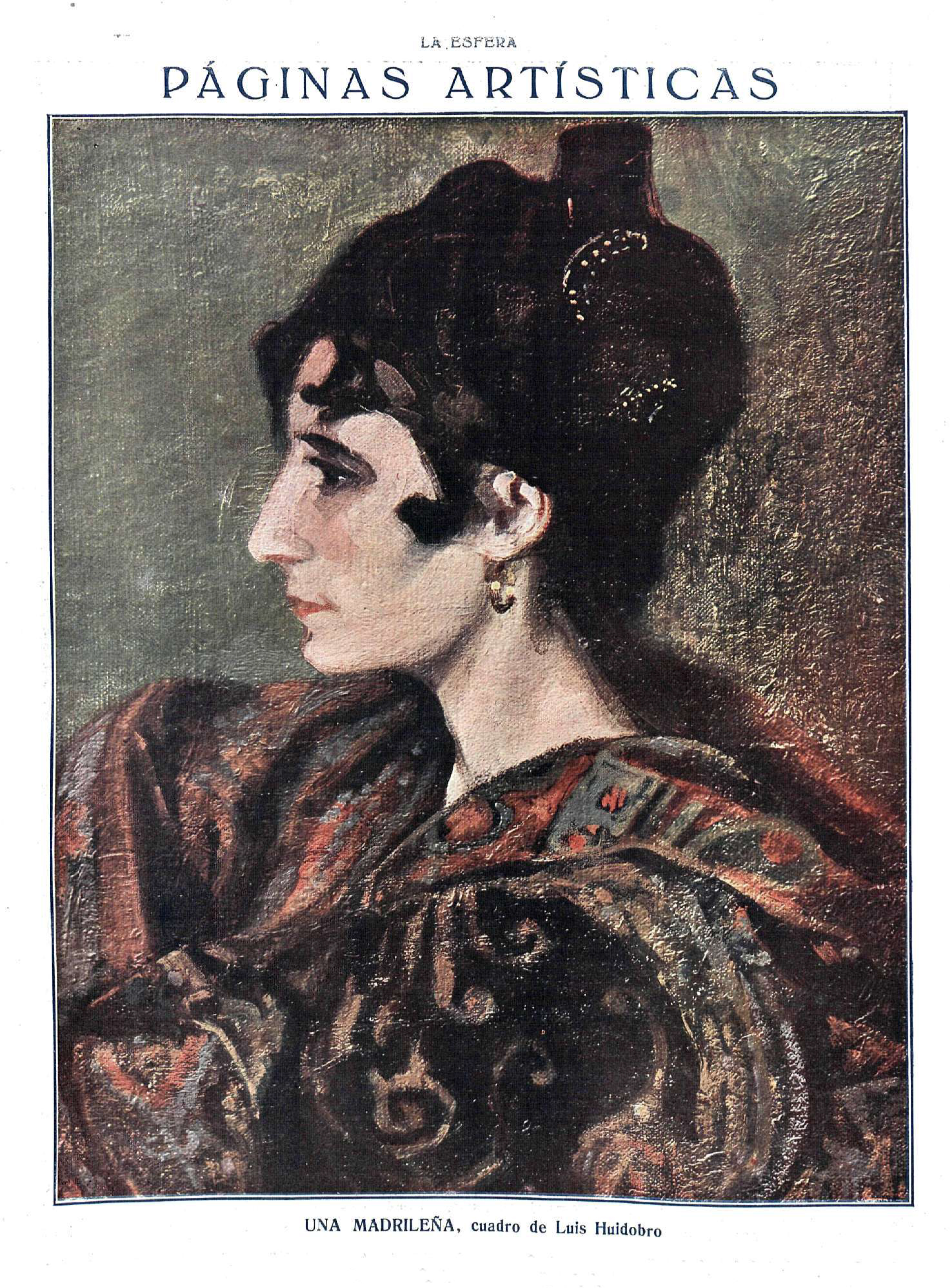
"Una madrileña", cuadro de Huidobro en las páginas de la revista La Esfera (21 de abril de 1917).

Todavía estuvo presente en la exposición celebrada en julio de 1936, siendo mencionado sin comentarios de interés en la crítica que de ella publicó El Liberal el 15 de ese mes, pero murió inmediatamente a consecuencia de una operación a la que hubo de someterse tras una larga dolencia, según la necrológica que le dedicó el diario ABC de Madrid el 18 de julio de 1936, donde se le describía como «pintor de gran prestigio» que «en pasadas Exposiciones pictóricas suscitó numerosas controversias con motivo de la presentación de varios cuadros de asuntos atrevidos que fueron rechazados por el Jurado de admisión».